# ハッピージャグラーV
ハッピージャグラーV（-ブイ）は、2010年4月に北電子が発売した5号機のパチスロ機。保安通信協会（保通協）における型式名は「ハッピージャグラーV8」。本項では後継機のハッピージャグラーVII（-ブイツー）及び6号機の後継機ハッピージャグラーVIII（-ブイスリー）についても述べる。

## 概要
5号機のジャグラーシリーズとしては7機種目に当たる本機は、リプレイ図柄がサイではなくリスになっていたり、GOGOランプの発色が黄味を帯びていたりする所など、4号機の「ジャグラーV」、「ゴーゴージャグラーV」を強く意識した機種である。
今作はチェリーの確率が低くなっているがボーナスの重複当選比率が従来機の約2倍に上がっている。中段チェリーは全設定共通の確率でBIG同時当選となる。
また、ジャグラーシリーズでは初めてリールの小役優先制御を採用しており、ボーナス成立後も小役が成立した場合は小役が優先して揃う。これに伴い、チェリーと同時成立のボーナスはすべて後告知になった（先告知だと、成立ゲームでボーナスを揃えられない可能性があるため）。
※ただしプレミアム演出の先告知音はBIG・チェリー同時成立の場合でも発生する
プレミアムBGM発生条件はボーナス終了後55ゲーム以内のビッグ成立時と変更され、該当時は7がサンババージョン、BARがジャズバージョンとなる。

## ボーナス確率
BIGは7揃い・BAR揃い、REGはBAR・BAR・7揃い。なお、BIG成立時はフラグが共通で7絵柄・BAR絵柄のどちらでも揃うようになった。
確率と機械割はメーカー発表値。
| 設定 | BIG確率 | REG確率 | 合成確率 | 機械割 |
| ---- | ------- | ------- | -------- | ------ |
| 1    | 1/287.4 | 1/409.6 | 1/168.9  | 96.1%  |
| 2    | 1/282.5 | 1/364.1 | 1/159.1  | 97.9%  |
| 3    | 1/273.1 | 1/341.3 | 1/151.7  | 99.9%  |
| 4    | 1/264.3 | 1/315.1 | 1/143.7  | 102.9% |
| 5    | 1/252.1 | 1/287.4 | 1/134.3  | 105.8% |
| 6    | 1/240.9 | 1/273.1 | 1/128.0  | 108.4% |

## ハッピージャグラーVII
2014年4月発売の後継機。スペックはハッピージャグラーと同じだが、GOGOランプの大きさが従来機より大きくなり、新たにV字形トップランプが光るプレミアム演出が追加。更に、前述のプレミアムBGM後その55ゲーム以内でBIGを引くと7はヘビメタバージョン、BARはトランスバージョンにBGMが変化する。

## ハッピージャグラーVIII
2022年10月発売の後継機。検定通過名は「SハッピージャグラーVIIIEA」。6号機になったことで、獲得枚数の減少と共に低設定の機械割が大きく変更された。確率と機械割はメーカー発表値。
| 設定 | BIG確率 | REG確率 | 合成確率 | 機械割 |
| ---- | ------- | ------- | -------- | ------ |
| 1    | 1/273.1 | 1/397.2 | 1/161.8  | 97.0%  |
| 2    | 1/270.8 | 1/362.1 | 1/154.9  | 98.1%  |
| 3    | 1/263.2 | 1/332.7 | 1/146.9  | 99.9%  |
| 4    | 1/254.0 | 1/300.6 | 1/137.7  | 102.9% |
| 5    | 1/239.2 | 1/273.1 | 1/127.5  | 105.8% |
| 6    | 1/226.0 | 1/256.0 | 1/120.0  | 108.4% |

他の大きな変更点として、これまでのプレミアに更に追加要素が加えられた。詳細は以下の通り。
- チェリー重複時に上のトップランプが赤く光る
- プレミアである全消灯に加え、トップランプ下に隠れているHAPPYランプが点灯する全消灯SP
- トップランプがレインボーに輝くVレインボーに加え、ボーナス後55ゲーム以内での同条件発生でVレインボーが派手になるVレインボーSP
- ウェイト中にリールが回転するリールフライング告知
- リール左上にオっぽが潜んでおり、ゆっくり出現する隠れオっぽスロー点灯

プレミアムBGMは、VII同様ビッグボーナスBGM変化後、その55ゲーム以内でBIGを引くと7はヘビメタバージョンに加えてマーチバージョンのいずれか、BARはトランスバージョンに加えてレゲエバージョンのいずれかにBGMが変化する。